# Nord-Talgje
Nord-Talgje est une  petite île habitée de la commune de Stavanger, dans le comté de Rogaland en Norvège, dans la mer du nord.

## Description
L'île de 1,6 km2 appartient à l'archipel de Sjernarøyane dans le Boknafjord. Elle se situe entre l'île de Kyrkjøy, dont elle est reliée par la petite île de Tjul  (au nord) et à l'île d'Helgøy (à l'est). Jusqu'en 1965, elle a fait partie de l'ancienne municipalité de Sjernarøy (en) avant d'être rattachée à Stavanger.
De 1900 à 1960 une carrière d'extraction de marbre a fonctionnée sur l'île.

## Réserve naturelle de Nord-Talgje
En 2004, de grandes parties de l'île ont été déclarées réserve naturelle par le ministère de l'Environnement (Nord-Talgje naturreservat).